# Hartmut Gese
Hartmut Gese (* 4. April 1929 in Pyritz) ist ein deutscher evangelischer Theologe und Alttestamentler und lehrte zuletzt als ordentlicher Professor für Altes Testament an der  Eberhard-Karls-Universität Tübingen.

## Leben
Hartmut Gese, Sohn von Gertrud Gese, geborene Hinniger, und ihrem Mann Karl-Heinrich Gese, studierte von 1948 bis 1952 in Mainz und Tübingen Evangelische Theologie und Orientalistik. An das erste theologische Examen 1952 schloss sich ein einjähriger Studienaufenthalt an der Yale University in New Haven (Connecticut/USA) an, wofür er den Grad eines Master of Sacred Theology (S.T.M.) erhielt. Im Rahmen seiner Tätigkeit als alttestamentlicher Assistent bei Karl Elliger in Tübingen ab 1953 wurde er 1955 mit einer traditionsgeschichtlichen Untersuchung zu Hesekiel 40–48 zum Dr. theol. promoviert. Nach der 1957 erfolgten Habilitation mit einer Arbeit zur altorientalischen und alttestamentlichen Weisheit, nahm er seine Lehrtätigkeit als Privatdozent in Tübingen auf. Im Jahr 1959 heiratete er Erika Saftien. Über die Stationen Chicago, wo er 1959 am McCormick Theological Seminary lehrte, und Hamburg, wo er 1961 eine außerordentliche Professur erhielt, kam er 1962 zurück nach Tübingen, wo er in der Nachfolge Artur Weisers den Lehrstuhl für Altes Testament übernahm. Seit 1994 ist Hartmut Gese Emeritus. 1982 wurde er als korrespondierendes Mitglied in die Heidelberger Akademie der Wissenschaften aufgenommen.
Zu seinen Schülern gehören unter anderem Heinz-Dieter Neef, Thomas Pola und Bernd Janowski.

## Werk
Gese vertritt unter den neueren Versuchen, eine gesamtbiblische Theologie wiederzugewinnen („Biblische Theologie“), ein traditionsgeschichtliches Vorgehen. Dabei nahm er Ansätze von Albrecht Alt und Gerhard von Rad auf und führte sie weiter. Nach Gese bilden Altes und Neues Testament ein einziges Korpus biblischer Tradition, zu dem unabdingbar auch die Apokryphen der sogenannten zwischentestamentlichen Epoche gehören. Die gesamte Bibel verdanke sich einem einzigen kontinuierlichen Wachstumsprozess, der freilich auch Brüche, ja Abbrüche kenne. Der biblische Kanon bilde den Abschluss dieser traditionsgeschichtliche Entwicklung. Neben dem Traditionsprozess stehe parallel die Offenbarungsgeschichte, die ebenso fortschreite. Gott erschließe sich, beginnend mit dem Sinaiereignis, in einer fortwährenden Offenbarung seinem Gegenüber Israel. Das Neue Testament erweise sich als Ziel (telos) und Abschluss dieses Traditionsprozesses: „Das Alte Testament entsteht durch das Neue Testament.“ „So sind in der Christologie alle alttestamentlichen Traditionen von der Heilsoffenbarung Gottes, der Selbsterschließung Gottes an die Welt, an den Menschen zusammengefasst und abgeschlossen.“
Auf neutestamentlicher Seite wird Geses Modell z. B. von Peter Stuhlmacher aufgegriffen.
Ein Kritiker Geses ist Manfred Oeming.
Gese wirkte unter anderem als Mitherausgeber der Zeitschrift für Theologie und Kirche und des Handbuchs zum Alten Testament.

## Veröffentlichungen
- Der Verfassungsentwurf des Ezechiel (Kap. 40–48). Traditionsgeschichtlich untersucht (= Beiträge zur historischen Theologie. Band 25). Mohr, Tübingen 1957.
- Lehre und Wirklichkeit in der alten Weisheit. Studien zu den Sprüchen Salomos und zu dem Buche Hiob. Tübingen 1958.
- mit Maria Höfner, Kurt Rudolph: Die Religionen Altsyriens, Altarabiens und der Mandäer (= Die Religionen der Menschheit. Band 10,2). Kohlhammer, Stuttgart u. a. 1970, ISBN 3-17-071177-6.
- Vom Sinai zum Zion. Alttestamentliche Beiträge zur biblischen Theologie (= Beiträge zur evangelischen Theologie. Band 64). Chr. Kaiser, München 1974, ISBN 3-459-00866-0.
- Zur biblischen Theologie. Alttestamentliche Vorträge (= Beiträge zur evangelischen Theologie. Band 78). Chr. Kaiser, München 1977, ISBN 3-459-01098-3.
- Tradition und biblische Theologie. In: Odil Hannes Steck (Hrsg.): Zu Tradition und Theologie im Alten Testament (= Biblisch-theologische Studien. Band 2). Neukirchen-Vluyn 1978, ISBN 3-7887-0553-1, S. 87–111.
- Alttestamentliche Studien. Mohr Siebeck, Tübingen 1991, ISBN 3-16-145699-8; ISBN 3-16-145739-0.